# 山本和行
山本 和行（やまもと かずゆき、1949年6月30日 - ）は、広島県広島市南区出身の元プロ野球選手（投手）・コーチ、解説者。

## 経歴

### プロ入りまで
広島商業高校では1966年夏、2年生の時にエースとして夏の甲子園県予選決勝に進出。伊原春樹のいた北川工を完封し、第48回全国高等学校野球選手権大会に出場。しかし1回戦で桐生高の前野和博（芝工大－東芝）に抑えられ1-3で敗退する。1年上のチームメートに三村敏之遊撃手（後に広島東洋カープ監督）がいた。翌1967年夏も、県予選決勝で広陵高の宇根洋介（近大－電電中国）と投げ合うが惜敗、甲子園出場を逃した。広陵高は甲子園で準優勝。宇根は1年下だが、県内では福山電波工（現近大広島高福山校）の村田兆治、尾道商の大田垣耕造（シドニー五輪日本代表監督）両投手らが同学年で鎬を削っていた。
進学した亜細亜大学でも2年からエースとなる。東都大学野球リーグでは1971年春季リーグで4年振りに優勝。中大の高橋善正が持つ1季9勝のリーグ記録に並び、最高殊勲選手、最優秀投手、ベストナインに選ばれた。同年の第20回全日本大学野球選手権大会では決勝で法大の横山晴久に投げ勝ち、亜大を初の日本一に導く。同年の第2回明治神宮野球大会では中沢邦男、畑野実らのいた日大に敗れ準優勝。リーグ通算63試合登板、33勝26敗、防御率1.83、351奪三振。

### 現役時代
広島県出身の山本は広島入団を切望していたが、同年のドラフト1位で阪神タイガースに入団（後に監督となる中村勝広は2位、望月充が3位）。契約金1000万円、年俸180万円。当時の阪神は江夏豊、村山実、上田次朗、権藤正利ら一流投手が揃った投手王国時代で、山本は「カープじゃないのか」と思ったのと同時に「これは大変なところに行くことになった」と不安になったと述懐している。独自に研究していたフォークボールを武器に1年目から先発として起用される。
1974年は32試合に登板、6勝を記録した。
1975年3月21日のオープン戦（対近鉄戦）で先発し好投。一方その対戦相手・鈴木啓示は4回4失点でマウンドを下り、西本幸雄監督から「少しは向こうのピッチャーを見習え!」と叱責された。1975年から主にリリーフとして起用されるようになる。
1976年には6勝3敗18セーブ、防御率2.92という好成績を残した。1976年6月8日の巨人戦、2-0でリードしていながら9回裏に疲れの見えた江本孟紀をリリーフ、王貞治との勝負を避けて四球にして満塁のピンチを迎え、末次利光に逆転満塁サヨナラホームランを浴びた。この試合では「なぜ（右打者の末次対策として、ダブルストッパーのもう一人だった右投手の）安仁屋宗八に替えなかったのか?」と吉田義男監督の采配を疑問視する声もあった。同年10月11日の巨人戦では、王貞治にベーブ・ルースの記録を抜く通算715号本塁打を喫している。
1977年にはリーグ最多の58試合に登板し9勝5敗9セーブ、初めて規定投球回にも達し防御率3.71（リーグ7位）を記録。同年は新浦寿夫、鈴木孝政と並びリーグ最多セーブ投手となる。
1978年から先発投手に転向。
1980年には15勝11敗2セーブを残した。
1981年は7戦連続で打ち込まれ、降板という時期があり記者からの質問には「打たれない方法は投げないことやね」と返答していた。しかしシーズンの最終成績は12勝12敗1セーブ防御率3.30という成績で阪神のAクラス入り（3位）に貢献した。またこの年の6月23日には満塁本塁打を打ち、藤田平（6月19日）、山本、岡田彰布（6月24日）と3試合連続満塁本塁打のプロ野球記録を樹立している（詳細は後節を参照）。
1982年は、監督に就任した安藤統夫の方針で、再びリリーフに転向し、リリーフながら15勝（8敗）をマーク、また26セーブ、40セーブポイントで最優秀救援投手のタイトルを獲得する。同年は防御率2.41（自己最高のリーグ3位）も記録した。
1984年には10勝24セーブ、34セーブポイントで再び最優秀救援投手に輝き、セ・リーグを代表する抑え投手として君臨した。この1984年オフにメジャー移籍の話が持ち上がったが、阪神球団からの許可が降りずに断念している。
1985年には中西清起とのダブルストッパーで5勝11セーブをあげ、21年ぶりのリーグ優勝の原動力となる。このシーズンには通算100勝と100セーブをともに巨人戦で記録した。しかし、9月4日にナゴヤ球場での中日戦の試合前練習中にアキレス腱を断裂し、シーズン終盤は出場できなかった。日本シリーズにも登板できなかったが、山本は日本シリーズ優勝決定後にチームメイトに胴上げされた。
1986年は11勝15セーブを挙げて復活。
1988年限りで引退。現役通算700試合登板は、2018年9月4日に藤川球児が更新するまで球団最多記録。先発でも抑えでも好成績を残した。

### 指導者・解説者として
引退後は朝日放送・サンテレビ解説者（1989年 - 1991年）を経て、広島で二軍投手コーチ（1992年, 1995年）、一軍投手コーチ（1993年 - 1994年）を務めた。在任中は紀藤真琴を先発に転向させ、能力を一気に開花させた。退団後はテレビ大阪解説者（1996年 - 1998年）を経て、1999年からはNHK解説者を務めている。

## 選手としての特徴
山本の決め球はフォークボールだった。フォークボールは人から投げ方を教わる場合が多いが、山本はあえて“フォークのスペシャリスト”として知られていた入団当時の村山実監督にも教えを請わず、自己流でフォークを開発。しかもグラブの中で握りを決めず、モーション途中の左腕を下げた時点で瞬時にフォークへ握り変えるという投球スタイルで直球とフォークボールを投げ分けた。
1979年6月2日、江川事件の末巨人に入団した江川卓の初登板試合では阪神の先発投手として完投勝利している。このとき、打者として打席に立った江川は、最初の打席で初球のストレートがあまり速くなかったことから「プロってこんなレベルか」と思ったところ、そのあと「打ちごろ」とみて振った投球がいずれも空振りとなって三振を喫した。江川はそれがフォークボールだったと気づき、「やばいぞ、プロはこんな高いレベルなのか」と考えを改めたとのちに語っている。
1983年5月5日の対巨人戦（後楽園球場）で、1点リードの9回二死一塁から原辰徳に逆転サヨナラ本塁打を浴びる。このとき、三塁手の掛布雅之は遊撃手の平田勝男と「ここは絶対にインコースはない」と話していたところにインコースのストレートを投げて被弾したことに驚き、試合後山本から「ストレートで抑えられる自信があった」と聞かされたことが強烈な印象として残っているという。
打撃については通算438打数81安打（.185）7本塁打39打点と、投手の中では傑出しているわけではないが、次のような記録を残している。
- 新人時代の1972年7月20日の対広島戦で猛打賞を記録。日本プロ野球での新人投手の猛打賞はこのあと、2010年に中澤雅人（ヤクルト）が達成するまで、38年間マークする者がいなかった。
- 1981年6月23日、対広島戦で満塁本塁打を放つ[15]。これによりチーム3試合連続満塁本塁打の日本記録にも貢献している。しかしこの試合では本塁打を放った後、今度は山本浩二に満塁本塁打を浴びるという珍記録も残し、勝ち投手にはなれなかった[15]。

## メジャーリーグへの挑戦
考え方が個人主義で"阪神の変わり者"といわれ、阪神がハワイでキャンプをやった時、メジャーリーグ関係者から「アメリカで野球をしないか」と誘われて以来、すっかりその気になってしまい、これが高じて1984年オフにメジャーリーグへの移籍を球団に訴え、ロサンゼルス・ドジャースに入団がほぼ決まりかけていた。事前に渡米し練習にも参加、年俸も住む家も背番号25も決まっていたが当時はFA制度はなく球団の保有権の問題もクリアできず断念した。

## 詳細情報

### 年度別投手成績
| 年 度      | 球 団      | 登 板 | 先 発 | 完 投 | 完 封 | 無 四 球 | 勝 利 | 敗 戦 | セ 丨 ブ | ホ 丨 ル ド | 勝 率 | 打 者 | 投 球 回 | 被 安 打 | 被 本 塁 打 | 与 四 球 | 敬 遠 | 与 死 球 | 奪 三 振 | 暴 投 | ボ 丨 ク | 失 点 | 自 責 点 | 防 御 率 | W H I P |
| ---------- | ---------- | ----- | ----- | ----- | ----- | -------- | ----- | ----- | -------- | ----------- | ----- | ----- | -------- | -------- | ----------- | -------- | ----- | -------- | -------- | ----- | -------- | ----- | -------- | -------- | ------- |
| 1972       | 阪神       | 28    | 12    | 2     | 1     | 0        | 3     | 5     | --       | --          | .375  | 400   | 100.0    | 94       | 10          | 21       | 2     | 0        | 54       | 2     | 0        | 41    | 38       | 3.42     | 1.15    |
| 1973       | 阪神       | 18    | 8     | 0     | 0     | 0        | 0     | 1     | --       | --          | .000  | 174   | 42.0     | 38       | 4           | 12       | 0     | 0        | 21       | 0     | 0        | 20    | 19       | 4.07     | 1.19    |
| 1974       | 阪神       | 32    | 14    | 4     | 1     | 2        | 6     | 8     | 1        | --          | .429  | 515   | 125.1    | 115      | 17          | 28       | 2     | 1        | 65       | 0     | 0        | 55    | 47       | 3.38     | 1.14    |
| 1975       | 阪神       | 49    | 8     | 1     | 0     | 0        | 4     | 6     | 3        | --          | .400  | 405   | 93.2     | 104      | 13          | 24       | 3     | 0        | 58       | 1     | 0        | 56    | 50       | 4.79     | 1.37    |
| 1976       | 阪神       | 67    | 2     | 0     | 0     | 0        | 6     | 3     | 18       | --          | .667  | 460   | 113.2    | 101      | 15          | 25       | 3     | 2        | 80       | 1     | 0        | 39    | 37       | 2.92     | 1.11    |
| 1977       | 阪神       | 58    | 4     | 2     | 0     | 0        | 9     | 5     | 9        | --          | .643  | 549   | 130.2    | 131      | 21          | 35       | 6     | 2        | 94       | 1     | 0        | 55    | 54       | 3.71     | 1.27    |
| 1978       | 阪神       | 35    | 29    | 4     | 2     | 0        | 5     | 10    | 1        | --          | .333  | 717   | 162.2    | 183      | 28          | 66       | 2     | 1        | 84       | 8     | 0        | 105   | 93       | 5.13     | 1.53    |
| 1979       | 阪神       | 49    | 14    | 2     | 0     | 1        | 8     | 7     | 2        | --          | .533  | 536   | 121.0    | 128      | 27          | 44       | 7     | 5        | 83       | 2     | 1        | 78    | 73       | 5.43     | 1.42    |
| 1980       | 阪神       | 35    | 31    | 13    | 0     | 0        | 15    | 11    | 2        | --          | .577  | 900   | 221.1    | 189      | 31          | 57       | 1     | 2        | 158      | 6     | 1        | 97    | 80       | 3.26     | 1.11    |
| 1981       | 阪神       | 31    | 28    | 11    | 1     | 3        | 12    | 12    | 1        | --          | .500  | 822   | 202.1    | 181      | 28          | 56       | 5     | 1        | 158      | 5     | 0        | 82    | 74       | 3.30     | 1.17    |
| 1982       | 阪神       | 63    | 6     | 1     | 1     | 0        | 15    | 8     | 26       | --          | .652  | 548   | 141.2    | 110      | 10          | 19       | 0     | 1        | 113      | 4     | 1        | 43    | 38       | 2.41     | 0.91    |
| 1983       | 阪神       | 45    | 0     | 0     | 0     | 0        | 5     | 9     | 8        | --          | .357  | 302   | 72.0     | 78       | 14          | 12       | 2     | 0        | 46       | 0     | 1        | 34    | 32       | 4.00     | 1.25    |
| 1984       | 阪神       | 52    | 0     | 0     | 0     | 0        | 10    | 8     | 24       | --          | .556  | 327   | 83.2     | 65       | 10          | 13       | 1     | 1        | 65       | 1     | 0        | 34    | 33       | 3.55     | 0.93    |
| 1985       | 阪神       | 33    | 0     | 0     | 0     | 0        | 5     | 6     | 11       | --          | .455  | 205   | 50.0     | 50       | 7           | 9        | 0     | 0        | 41       | 1     | 0        | 22    | 15       | 2.70     | 1.18    |
| 1986       | 阪神       | 49    | 1     | 0     | 0     | 0        | 11    | 3     | 15       | --          | .786  | 342   | 86.0     | 67       | 7           | 15       | 5     | 2        | 80       | 3     | 0        | 21    | 16       | 1.67     | 0.95    |
| 1987       | 阪神       | 34    | 0     | 0     | 0     | 0        | 2     | 1     | 9        | --          | .667  | 194   | 48.0     | 53       | 13          | 3        | 2     | 1        | 42       | 1     | 0        | 24    | 23       | 4.31     | 1.17    |
| 1988       | 阪神       | 22    | 4     | 0     | 0     | 0        | 0     | 3     | 0        | --          | .000  | 115   | 23.2     | 33       | 5           | 12       | 2     | 0        | 10       | 1     | 0        | 17    | 17       | 6.46     | 1.90    |
| 通算：17年 | 通算：17年 | 700   | 161   | 40    | 6     | 6        | 116   | 106   | 130      | --          | .523  | 7511  | 1817.2   | 1720     | 260         | 451      | 43    | 19       | 1252     | 37    | 4        | 823   | 739      | 3.66     | 1.19    |

- 各年度の太字はリーグ最高

### タイトル
- 最優秀救援投手：2回（1982年、1984年）

### 表彰
- 月間MVP：1回（1982年8月）
- ファイアマン賞：2回 （1982年、1984年）
- 兵庫県スポーツ優秀選手特別賞：1回 （1988年）[18] ※史上2人目の100勝100セーブを称えて

### 記録
初記録
- 初登板：1972年4月12日、対読売ジャイアンツ1回戦（阪神甲子園球場）、8回表に3番手として救援登板、0/3回2失点
- 初奪三振：1972年 4月19日、対ヤクルトアトムズ2回戦（明治神宮野球場)、3回裏に大矢明彦から
- 初先発：1972年6月13日、対ヤクルトアトムズ8回戦（明治神宮野球場）、2/3回無失点
- 初勝利・初完投勝利：1972年7月5日、対読売ジャイアンツ12回戦（札幌市円山球場)、9回2失点
- 初完封勝利：1972年10月13日、対ヤクルトアトムズ23回戦（明治神宮野球場）
- 初セーブ：1974年8月4日、対読売ジャイアンツ17回戦（阪神甲子園球場)、9回表無死に2番手で救援登板・完了、1回無失点

節目の記録
- 1000投球回：1980年8月3日、対横浜大洋ホエールズ18回戦（阪神甲子園球場）、4回表3死目に達成
- 1500投球回：1983年7月12日、対読売ジャイアンツ15回戦（阪神甲子園球場）、4回表1死目に達成
- 1000奪三振：1983年7月13日、対読売ジャイアンツ16回戦（阪神甲子園球場)、9回表に淡口憲治から ※史上67人目
- 500試合登板：1983年8月9日、対広島東洋カープ14回戦（広島市民球場）、5回裏2死に2番手として救援登板、2/3回2失点 ※史上51人目
- 100セーブ：1985年5月20日、対読売ジャイアンツ9回戦（後楽園球場)、8回裏1死に5番手として救援登板・完了、1回2/3を無失点 ※史上2人目
- 100勝：1985年6月5日、対読売ジャイアンツ11回戦（阪神甲子園球場)、7回表に5番手として救援登板・完了、3回無失点 ※史上89人目
- 600試合登板：1986年4月23日、対広島東洋カープ1回戦（広島市民球場）、9回裏に2番手として救援登板・完了、1回無失点 ※史上24人目
- 700試合登板：1988年9月17日、対広島東洋カープ23回戦（阪神甲子園球場）、先発登板で1/3回3失点 ※史上11人目

その他の記録
- オールスターゲーム出場：7回（1976年、1978年、1980年、1982年、1984年 - 1986年）

### 背番号
- 25（1972年 - 1988年）
- 75（1992年 - 1995年）

## 関連情報

### 出演番組
- NHKプロ野球

主にNHK大阪放送局との契約で、阪神タイガースの主催試合が放送されるNHK BS1の中継がメインだが、まれにそれ以外の地区の試合・ラジオ放送の試合も担当する。また2009年からは随時上京して大リーグ実況の解説にも携わる。NHKとの契約当初は、広島東洋カープのコーチだった縁でNHK広島放送局のローカル中継にも出演した事がある。
過去
- おはよう朝日です（ABCテレビ）
- スーパーベースボール（ABCテレビ制作分）
- ABCフレッシュアップベースボール（ABCラジオ）
- サンテレビボックス席（サンテレビ）
- TVO BASEBALL LIVE（テレビ大阪）